# カミーユ・グラッシノイエ
カミーユ・グラッシノイエ（Camille Grassineau、1990年9月10日 - ）は、フランスの女子ラグビー選手。

## プロフィール
- フランス・ベルジュラック出身[1]。
- ポジションはウィング(WTB)。
- 身長 165cm、体重 58kg
- 女子ラグビーワールドカップ2014の女子フランス代表に選ばれたことがある[2]。

## 略歴
2016年、リオ五輪の7人制女子フランス代表に選ばれた。
そして2021年、東京五輪の7人制女子フランス代表に選ばれて銀メダル獲得。
2024年、パリ五輪の7人制女子フランス代表に選ばれた。